# Camerana
Camerana ist eine Gemeinde  in der italienischen Provinz Cuneo (CN), Region Piemont.

## Lage und Einwohner
Camerana liegt 65 km östlich von der Provinzhauptstadt Cuneo in der Weinregion Langhe. Das Gemeindegebiet umfasst eine Fläche von 23,64 km² und hat 555 Einwohner (Stand 31. Dezember 2023). Camerana ist Teil der Bergkommune Comunità Montana Alta Langa. 
Die Nachbargemeinden sind Gottasecca, Mombarcaro, Monesiglio, Montezemolo, Sale delle Langhe, Sale San Giovanni und Saliceto.

## Geschichte
Der Ortsname, der in einem Dokument aus der ersten Hälfte des 13. Jahrhunderts in der Form „Camayrana“ erscheint, leitet sich vom lateinischen Personal CAMARIUS oder CAMERUS ab, mit dem Zusatz des Adjektivsuffixes -ANUS, das auf eine Eigenschaft hinweist. 967 wird der Ort erstmals erwähnt. Seine Geschichte ist frei von Ereignissen von Bedeutung und unterscheidet sich nicht von der der umliegenden Gebiete, die nach der traurigen Zeit der Barbareneinfälle verschiedenen Herrschaften und feudalen Verwaltungen unterworfen waren. Nachdem es im Besitz der Markgrafen von Clavesana war, geriet es um die Mitte des 13. Jahrhunderts unter die Kontrolle der Anjou, die über ein Jahrhundert lang die politische Szene des Piemonts dominierten. Es folgten die Viscontis von Mailand, die Franzosen, die Spanier und schließlich die Savoyer, die es am Ende der napoleonischen Zeit wieder in Besitz nahmen. Nachdem die Vereinigung Italiens erreicht war, nahm er an nachfolgenden nationalen und internationalen Kriegen teil.

## Sehenswürdigkeiten
- Die barocke Kirche der Annunziata.
- Der Turm der Burg, der 998 das erste Mal erwähnt wird. Die Burg wurde 1889 durch ein Erdbeben schwer beschädigt und ging in den Besitz der Gemeinde über, die 1930 die unsicheren Teile abriss. Der Turm, vollständig aus Naturstein erbaut, stand somit wieder allein da und repräsentiert seitdem das Symbol von Camerana. Es wurde kürzlich renoviert und kann auf Anfrage im Rathaus besichtigt werden.[3]

## Weinbau
Bei Camerana wird in beschränktem Maße Weinbau betrieben. Die Beeren der Rebsorten Spätburgunder und/oder Chardonnay dürfen zum Schaumwein Alta Langa verarbeitet werden.